# MacOS
macOS (преди това Mac OS X и OS X), е поредица от Unix-базирани операционни системи с графичен интерфейс, които са разработвани, издавани и продавани от Apple Inc. от 2001 г. насам. Това е и основната операционна система на компютрите Mac, също произвеждани от Apple. На пазара на компютърните операционни системи тя заема второ място след Microsoft Windows.
macOS е втората голяма серия от операционни системи Mac OS, като първата серия е класическата Mac OS, която е представена през 1984 г. и нейното последно издание е Mac OS 9, издадена през 1999 г.
Първата версия е Mac OS X сървър 1.0 през 1999 г. или в десктоп варианта си Mac OS X 10.0 Cheetah, излязъл на 24 март 2001 г. Първият ъпдейт на системата е 10.1, излязъл по-късно същата година. Първите версии на Mac OS X са кръстени на големите котки, като например Mac OS X 10.8 се нарича Mountain Lion. От версия OS X 10.9 Maverics насам, Apple започва да наименува версиите на името на места в Калифорния. През 2012 г. компанията съкращава името на Mac OS X на „OS X“, а през 2016 г. го променя на „macOS“, прилагайки номенклатурата, която вече използва за другите свои операционни системи, като iOS, tvOS и watchOs
Между 1999 г. и 2009 г. Apple продава отделна серия операционни системи, наречени Mac OS X Server. Първоначалната версия Mac OS X Server 1.0 е пусната през 1999 г. с потребителски интерфейс, подобен на Mac OS 8.5. Следващите версии са въведеждани едновременно с настолната версия на Mac OS X. Започвайки с Mac OS X 10.7 Lion, функциите за сървъри са предоставяни като отделен пакет в Mac App Store.
macOS е базирана на технологии, разработвани между 1985 г. и 1997 г. в NeXT – компания, основана от основателя на Apple Стийв Джобс, след като напуска компанията. „X“ в Mac OS X и OS X е римската цифра 10 и се произнася като 10. X е важна част от идентичността на бранда и маркетинга на операционната система в ранните ѝ години, но постепенно започва да отстъпва роля след излизането на Snow Leopard през 2009 г.
Версиите между 1999 г. и 2005 г. могат да вървят единствено на PowerPC-базираните Mac-ове от този период. След като Apple заявява, че от 2006 г. преминава към процесори на Intel, отделна версия на Mac OS X 10.4 Tiger е създадена и разпространявана ексклузивно с ранните компютри Mac с Intel. Тази версия е съдържала емулатор на име Розета, който позволявал да се изпълняват повечето от старите програми на новата архитектура. OS X 10.5 Leopard е първата версия, която поддържа и двете архитектури. Mac OS X 10.6 Snow Leopard е първата версия, достъпна само за компютри, базирани на x86-64 архитектура (с процесори на Intel.). През 2011 г., Apple пуска Mac OS X 10.7 Lion на пазара, която вече не поддържа 32-битови процесори и не съдържа емулатора Розета. Всички версии оттогава нататък са единствено 64-битови и не поддържат програми за PowerPC.

## Функции

### Потребителският интерфейс Aqua
Едно от основните разлики между класическата Mac OS и текущия macOS е добавянето на Aqua, графичен потребителски интерфейс с елементи вдъхновени от водата, в първата основна версия на Mac OS X. Всеки прозорец, текстов и графичен елемент се изобразява на екрана, като се използва технология за пространствено изглаждане. ColorSync, технология, въведена преди много години, е подобрена и вградена в операционната система, за да осигури точно изобраяване на цветовете за печатане и мултимедийни професионалисти. Също така са добавени сенки около прозорците и изолирани текстови елементи, за да се осигури усещане за дълбочина. Добавени са и нови елементи на интерфейса, включително „листове“ (диалогови прозорци, прикрепени към конкретни прозорци) и „чекмеджета“, които се плъзгат и предоставят опции.
Разработчици от трети страни започват да създават модификации за приложения и други операционни системи, които имитират външния вид на Aqua. До известна степен Apple използва успешния преход към този нов дизайн като ливъридж, като предприема правни действия срещу хора и компании, които произвеждат или разпространяват софтуер с интерфейс, който компанията твърди, че произхожда от дизайна с авторски права.

### Многоезична поддръжка
Има 38 системни езика, достъпни в macOS за потребителя при инсталацията; системният език е използван в цялата среда на операционната система. Могат да бъдат избирани дузини от методи за въвеждане за различен вид писмености, независимо от системния език. Скорошни ъпдейти са добавили допълнителна поддръжка за китайски символи и връзки с китайски социални мрежи.

### Методи на актуализация
macOS може да бъде актуализирана чрез панела за софтуерна актуализация в системните настройки. До версия OS X 10.8 Mountain Lion отделна програма е изпълнявала тази функция. Във версия Mountain Lion, както и в следващите, тази функционалност е слята с Mac App Store, въпреки че механизмът, по който протича процеса, е останал непроменен и процеса на теглене на софтуерния ъпдейт е коренно различен от тегленето на програма от Mac App Store. В macOS 10.14 Mojave функцията е върната в системните настройки.

## История
| Версия                     | Име                | Поддържани програми                  | Ядро                 | Дата на излизане     |
| -------------------------- | ------------------ | ------------------------------------ | -------------------- | -------------------- |
| Rhapsody Developer Release | Grail1Z4 / Titan1U | 32-битови PowerPC                    | 32-битово            | 31 август 1997 г.    |
| Mac OS X Server 1.0        | Hera               | 32-битови PowerPC                    | 32-битово            | 16 март 1999 г.      |
| Mac OS X Developer Preview | -                  | 32-битови PowerPC                    | 32-битово            | 16 март 1999 г.      |
| Mac OS X Public Beta       | Kodiak             | 32-битови PowerPC                    | 32-битово            | 13 септември 2000 г. |
| Mac OS X 10.0              | Cheetah            | 32-битови PowerPC                    | 32-битово            | 24 март 2001 г.      |
| Mac OS X 10.1              | Puma               | 32-битови PowerPC                    | 32-битово            | 25 септември 2001 г. |
| Mac OS X 10.2              | Jaguar             | 32-битови PowerPC                    | 32-битово            | 24 август 2002 г.    |
| Mac OS X 10.3              | Panther            | 32-битови PowerPC                    | 32-битово            | 24 октомври 2003 г.  |
| Mac OS X 10.4              | Tiger              | 32/64-битови PowerPC и Intel         | 32-битово            | 29 април 2005 г.     |
| Mac OS X 10.5              | Leopard            | 32/64-битови PowerPC и Intel         | 32-битово            | 26 октомври 2007 г.  |
| Mac OS X 10.6              | Snow Leopard       | 32/64-битови Intel 32-битови PowerPC | 32-битово/ 64-битово | 28 август 2009 г.    |
| Mac OS X 10.7              | Lion               | 32/64-битови Intel                   | 32-битово/ 64-битово | 20 юли 2011 г.       |
| OS X 10.8                  | Mountain Lion      | 32/64-битови Intel                   | 64-битово            | 25 юли 2012 г.       |
| OS X 10.9                  | Mavericks          | 32/64-битови Intel                   | 64-битово            | 22 октомври 2013 г.  |
| OS X 10.10                 | Yosemite           | 32/64-битови Intel                   | 64-битово            | 16 октомври 2014 г.  |
| OS X 10.11                 | El Capitan         | 32/64-битови Intel                   | 64-битово            | 30 септември 2015 г. |
| macOS 10.12                | Sierra             | 32/64-битови Intel                   | 64-битово            | 20 септември 2016 г. |
| macOS 10.13                | High Sierra        | 32/64-битови Intel                   | 64-битово            | 25 септември 2017 г. |
| macOS 10.14                | Mojave             | 32/64-битови Intel                   | 64-битово            | 24 септември 2018 г. |
| macOS 10.15                | Catalina           | 64-битови Intel и ARM                | 64-битово            | 7 октомври 2019 г.   |
| macOS 11                   | Big Sur            | 64-битови Intel и ARM                | 64-битово            | 12 ноември 2020 г.   |
| macOS 12                   | Monterey           | 64-битови Intel и ARM                | 64-битово            | 25 октомври 2021 г.  |
| macOS 13                   | Ventura            | 64-битови Intel и ARM                | 64-битово            | 24 октомври 2022 г.  |
| macOS 14                   | Sonoma             | 64-битови Intel и ARM                | 64-битово            | 26 септември 2023 г. |
| macOS 15                   | Sequoia            | 64-битови Intel и ARM                | 64-битово            | 16 септември 2024 г. |